# Высококолковское сельское поселение
Высококо́лковское се́льское поселе́ние — муниципальное образование в Новомалыклинском районе Ульяновской области.
Административный центр — село Высокий Колок. Образовано в 2005 году объединением Высококолковского, Абдреевского, Елхово-Кустинского и Новобесовского сельсоветов.

## Население
| 2010  | 2012  | 2013  | 2014  | 2015  | 2016  | 2017  |
| ----- | ----- | ----- | ----- | ----- | ----- | ----- |
| 2108  | ↘2029 | ↘1978 | ↘1947 | ↘1877 | ↘1813 | ↘1763 |
| 2018  | 2019  | 2020  | 2021  |       |       |       |
| ↘1750 | ↘1691 | ↘1635 | ↘1522 |       |       |       |

## Состав сельского поселения
| № | Населённый пункт | Тип населённого пункта       | Население | Примечание |
| - | ---------------- | ---------------------------- | --------- | ---------- |
| 1 | Абдреево         | село                         | ↘241      | татары     |
| 2 | Александровка    | посёлок                      | 0         |            |
| 3 | Высокий Колок    | село, административный центр | ↘611      | мордва     |
| 4 | Елховый Куст     | село                         | ↘526      | татары     |
| 5 | Молот            | посёлок                      | 4         | мордва     |
| 6 | Новая Бесовка    | село                         | ↘360      | мордва     |
| 7 | Новая Куликовка  | село                         | ↘189      | мордва     |

### Упразднённые населённые пункты
5 февраля 2020 года в Законодательное собрание Ульяновской области внесён законопроект о присоединении села Лабитово к селу Абдреево.

## Достопримечательности

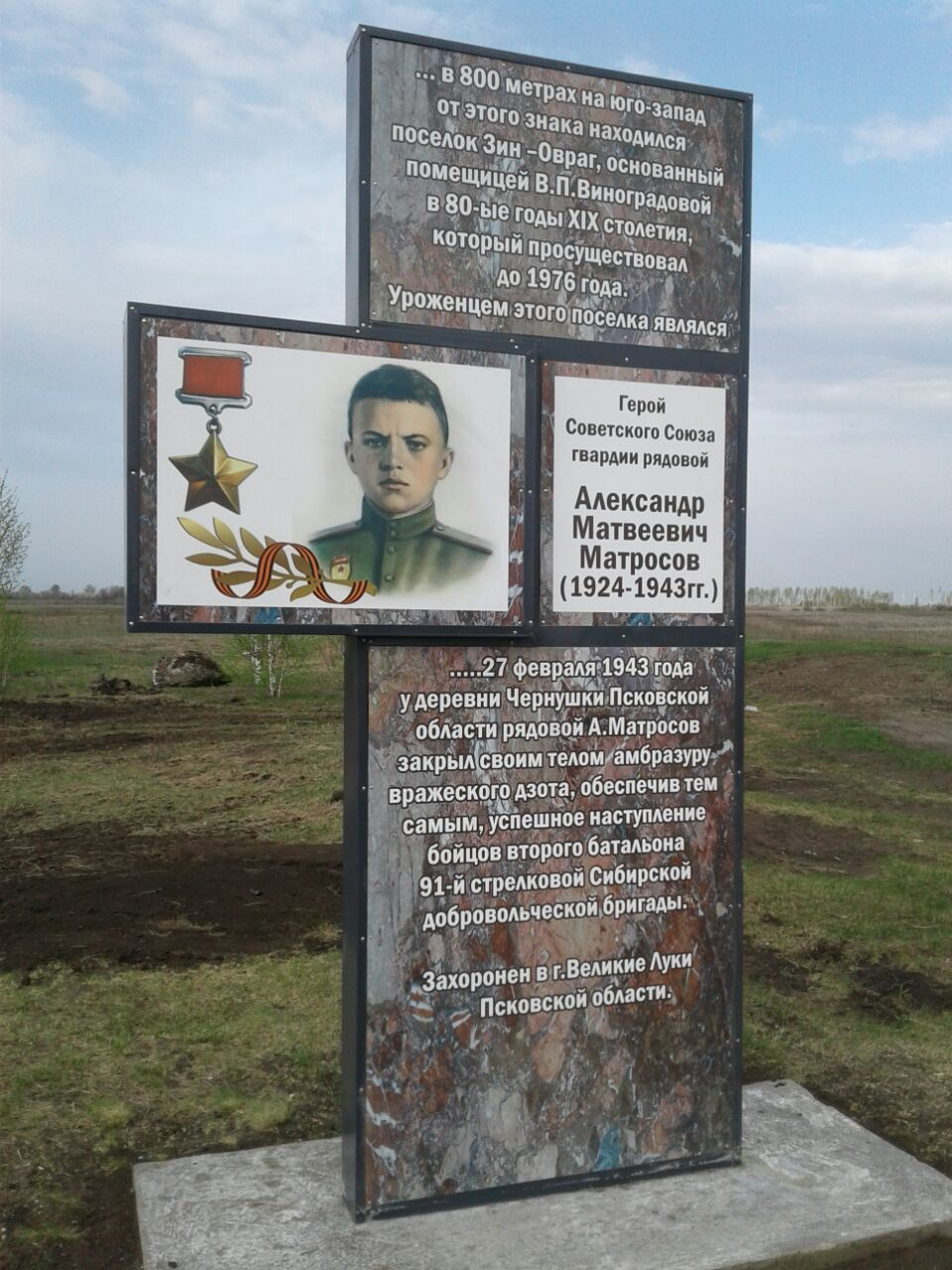
Стелла Матросову А.М. Высококолковское сельское поселение. 325 километр трассы Р178

В 2016 году на месте бывшего села Зин Овраг установлена Стела в память о всех, кто не вернулся с войны.
Родина Героя Советского Союза Матросова Александра Матвеевича